# Morchtchikhinskaïa (Petchnikovskoïe)
Pour les articles homonymes, voir Morchtchikhinskaïa.
Morchtchikhinskaïa (en russe : Морщихинская) est un hameau russe situé dans le raïon de Kargopol dans le sud-ouest de l'oblast d'Arkhangelsk. Il fait partie du Nord russe, et sa population s'élevait à 235 habitants en 2012. Le village se trouve au bord du Liokchmozero, dans le sud du parc national de Kenozero.

## Géographie
Morchtchikhinskaïa est situé dans le coin sud-ouest de l'oblast d'Arkhangelsk, un sujet de Russie européenne qui fait partie du district fédéral du Nord-Ouest. La localité se trouve dans l'ouest du raïon de Kargopol, un des vingt-deux raïons de l'oblast. Le hameau se trouve à environ 54 kilomètres au nord-ouest du chef-lieu du raïon, la ville de Kargopol. Morchtchikhinskaïa, comme tout l'oblast d'Arkhangelsk, est situé dans le fuseau horaire MSK (heure de Moscou). Le décalage horaire appliqué par rapport au temps universel coordonné est +03:00. 
Le village se trouve sur la rive nord du lac Liokchmozero, dans le sud du parc national de Kenozero (créé en 1991), et dans la région naturelle de Kenozerié. Jusqu'à la dissolution des municipalités du raïon en 2020, le hameau faisait partie de la municipalité « Petchnikovskoïe ».

## Démographie
Recensements (*) ou estimations de la population,,:
En 2002, la population était à 100 % composée de Russes.
|       | \| 2002* \| 2010* \| 2012 \| - \| \| ----- \| ----- \| ---- \| - \| \| 217 \| 217 \| 235 \| - \| |      |   |
| 2002* | 2010*                                                                                            | 2012 | - |
| 217   | 217                                                                                              | 235  | - |

## Culture locale et patrimoine

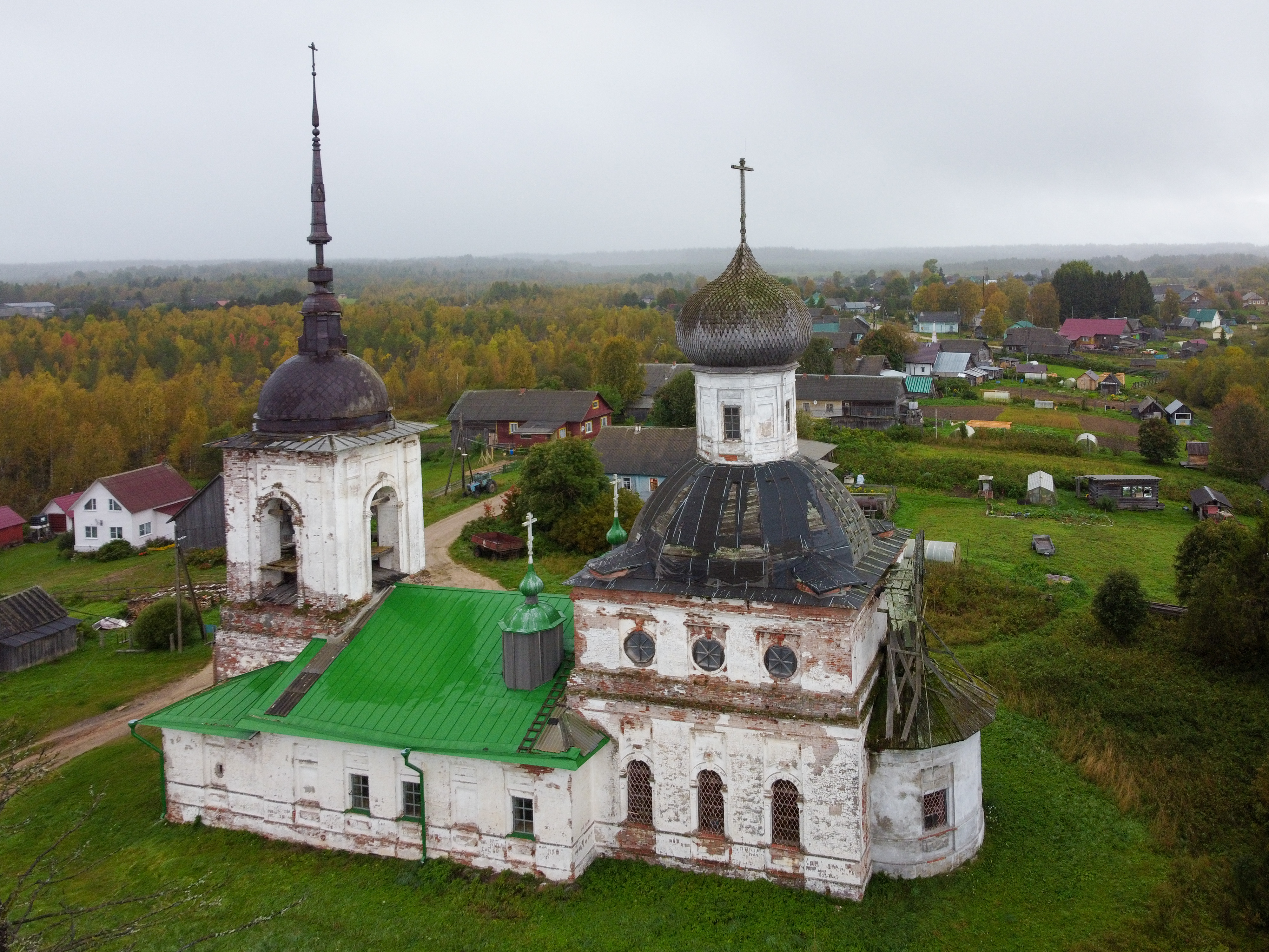
L'église.

L'église Pierre-et-Paul, classé en tant qu'objet patrimonial culturel de Russie d'importance régionale, se situe dans le village. Elle a été  construite entre 1825 et 1831, a été fermé dans les années 1930 puis rouvert au début des années 2000 avec le soutien du parc national de Kenozero et de locaux.

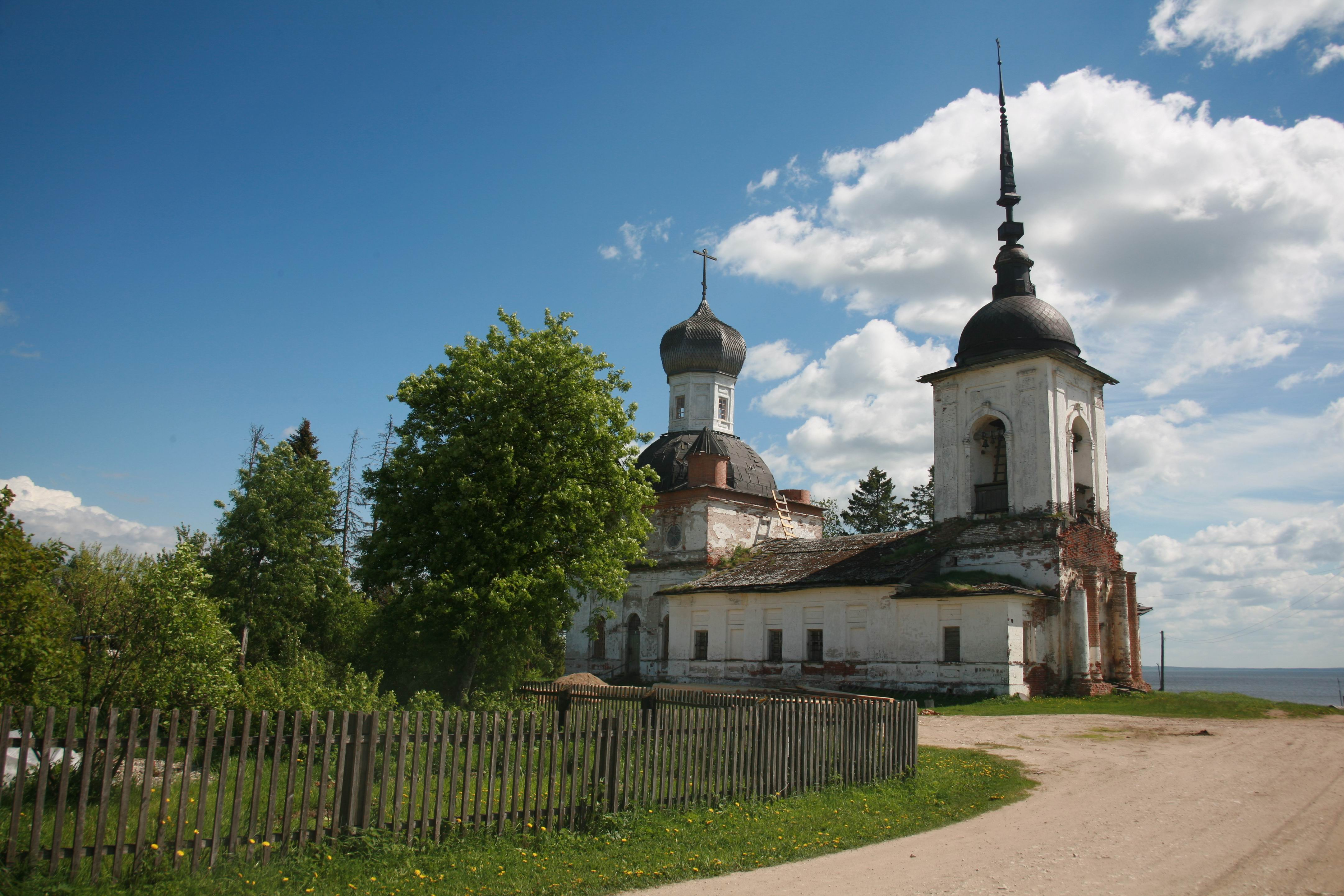
L'église Pierre-et-Paul en 2008.
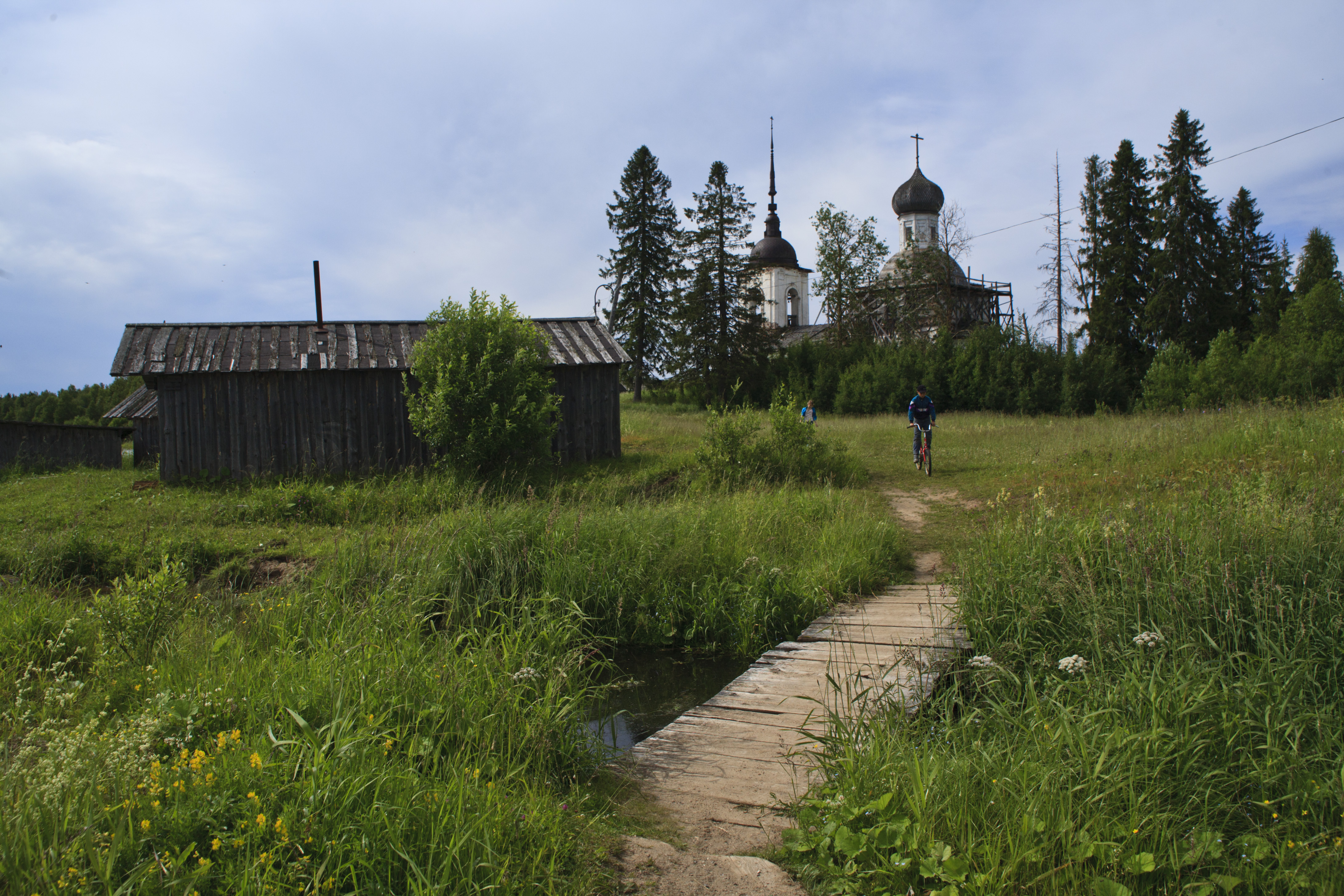
Chemin dans le hameau.
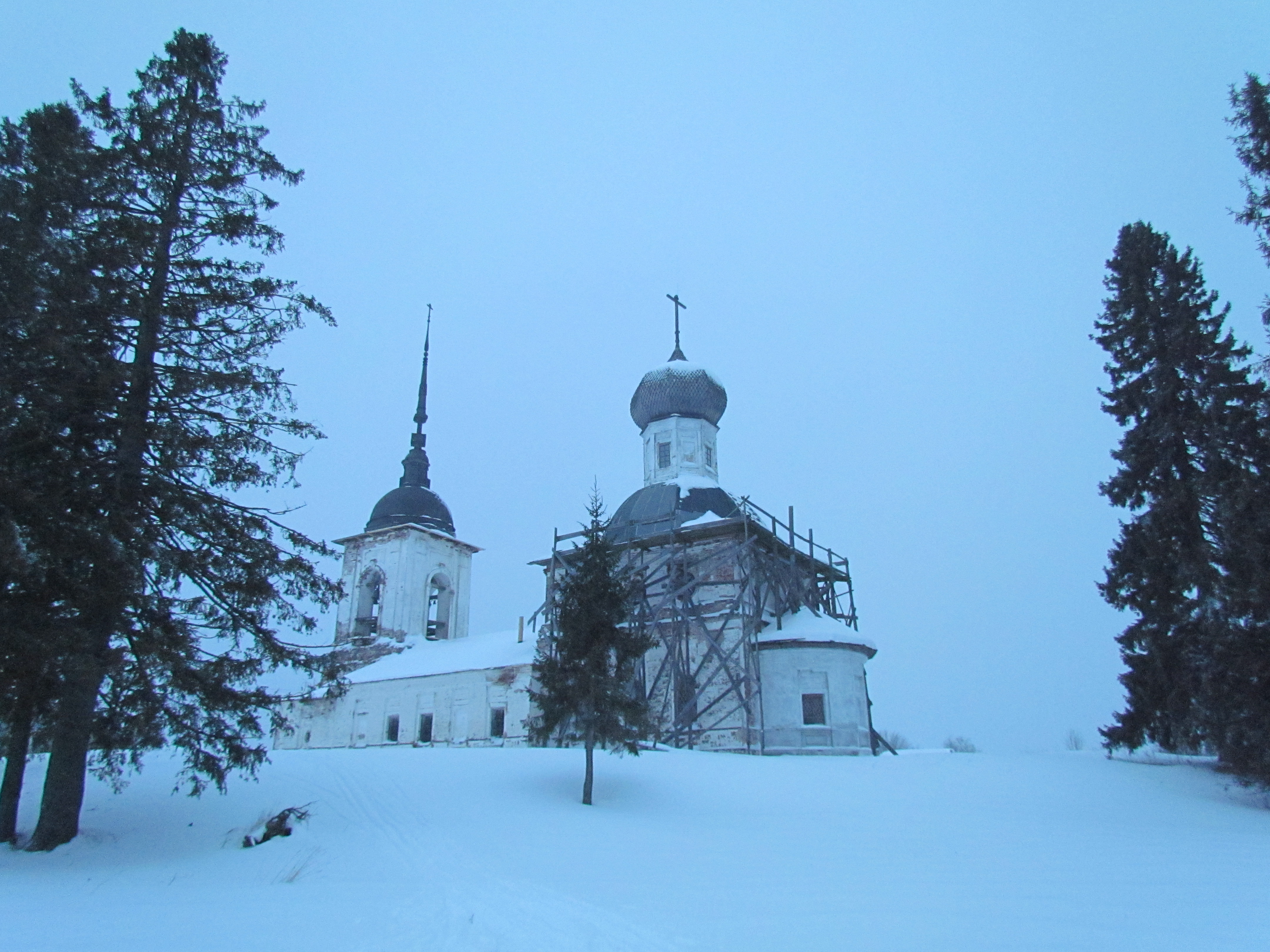
L'église en 2017.